# Genocida

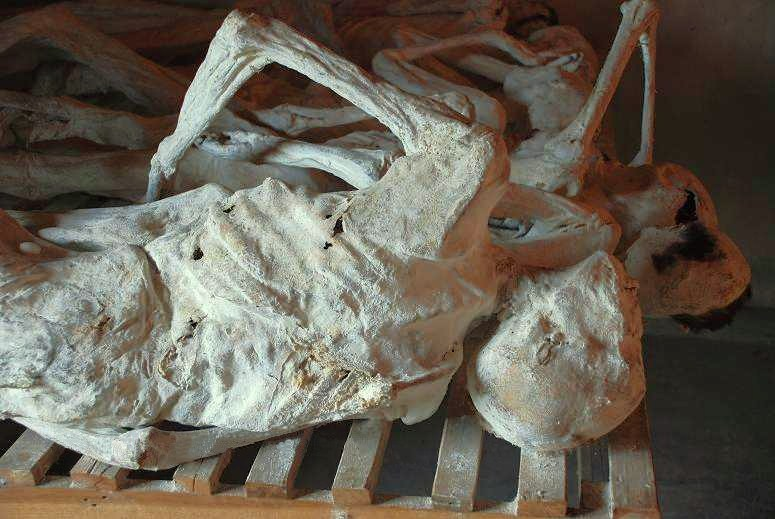
Oběti genocidy ve Rwandě

Genocida (latinsky genocidium) je zločin proti lidskosti definovaný mezinárodním trestním právem jako „úmyslné a systematické zničení, celé nebo části, etnické, rasové, náboženské, nebo národnostní skupiny“, ačkoliv co znamená „část“ je předmětem debaty právníků. Příčinami mohou být např. náboženská zatvrzelost, primitivní ideologie, ignorace vědeckých argumentů nebo jejich zkreslování, ale také touha po moci. Genocidu definuje Úmluva o zabránění a trestání zločinu genocidia OSN.

## Etymologie
Pojem „genocida“ vymyslel Raphael Lemkin, právník polsko-židovského původu v roce 1944, z řeckého kořenu slova génos (γένος) (narození, rasa, rod); a latinské přípony -cidium (zabít) skrze francouzské -cide.
V roce 1933 Lemkin navrhl „zločin barbarství“ právní radě Společnosti národů v Madridu. To byl první pokus o vytvoření zákona proti tomu, co bude později nazýváno genocidou. Koncept návrhu pocházel z jeho mládí, kdy poprvé slyšel o osmanském masovém vraždění (arménská genocida) křesťanského obyvatelstva během první světové války a anti-asyrské perzekuci v Iráku. Jeho návrh byl odmítnut a jeho práce přivodila nesouhlas polské vlády, která provozovala politiku usmíření s nacistickým Německem.
V roce 1944 Carnegie Endowment for International Peace publikoval Lemkinovu nejdůležitější práci pod názvem Axis Rule in Occupied Europe ve Spojených státech amerických. Tato kniha zahrnovala obsáhlou právní analýzu německé nadvlády v zemích okupovaných nacistickým Německem během druhé světové války, včetně definice pojmu genocidy („zničení národa nebo etnické skupiny“).
Lemkinova idea genocidy jako zločinu proti mezinárodnímu právu byla přijata mezinárodní komunitou a byla použita jako jeden z právních podkladů norimberského procesu (obvinění specifikovaná 3. bodem obžaloby, že obvinění „spáchali úmyslnou a systematickou genocidu – zejména vyhlazení rasových a národnostních skupin“). Lemkin prezentoval návrh úmluvy o genocidě řadě zemí ve snaze přesvědčit je k podpoře resoluce. S podporou USA, návrh resoluce byl předložen Valnému shromáždění ke zvážení.
V roce 1943 Lemkin napsal:
| „ | Obecně řečeno, genocida neznamená nezbytně okamžité zničení národa, s výjimkou masového vraždění všech členů národa. Úmyslem je spíše projev koordinovaného plánu různých akcí cílených ke zničení esenciálních základů života národnostních skupin, s cílem zcela zničit skupiny samotné. Úmyslem takového plánu je desintegrace politických a sociálních institucí, kultury, jazyka, národního cítění, náboženství a dokonce individuálních životů osob patřících k takové skupině. | “ |

## Genocida jako zločin

### Mezinárodní právo
Následkem holokaustu Lemkin úspěšně prosadil všeobecné přijetí mezinárodních zákonů definujících a zakazujících genocidu. V roce 1946 první zasedání Valného shromáždění OSN přijalo resoluci 96, ve které potvrdilo, že genocida je zločinem podle mezinárodního práva, ale nezajistilo právní definici zločinu genocidy. V roce 1948 Valné shromáždění přijalo Úmluvu o zabránění a trestání zločinu genocidia, která poprvé stanovila právní definici genocidy.
Tato úmluva definuje genocidu jako jakýkoli z pěti „činů, spáchaných s úmyslem zničit úplně nebo částečně některou národní, etnickou, rasovou nebo náboženskou skupinu jako takovou“. Jedná se o usmrcení členů skupiny, jejich těžké ublížení na zdraví nebo duševní újmě, nastolení životních podmínek s cílem zničit tuto skupinu, zabránění porodům a násilnému přemístění dětí ze skupiny. Genocida je zločin speciálního úmyslu (dolus specialis); je prováděna záměrně, přičemž oběti jsou zaměřeny na základě skutečného nebo domnělého členství v chráněné skupině. Podle této právní definice z roku 1948 byly v historii uznány tři genocidy: kambodžská genocida, rwandská genocida a Srebrenický masakr.
Původní definice genocidy Raphaela Lemkina byla širší než později přijatá Organizací spojených národů; za genocidu označil „zničení základních základů života národních skupin“, včetně činů, které vedou k „rozpadu politických a sociálních institucí, kultury, jazyka, národního cítění, náboženství a ekonomické existence národních skupiny“.
Dle Římského statutu má Mezinárodní trestní soudu jurisdikci nad zločinem genocidy, který byl proveden na území některého ze smluvních států nebo jeho občanem. Trestné je taktéž veřejné podněcování k páchání tohoto zločinu. Zločin genocidy je v tomto statutu definován stejně jako Úmluvě o genocidě.
Zločin genocidy existuje i v mezinárodním zvykovém právu a proto je zakázán i pro nesignatáře úmluvy.

#### Definice podle Úmluvy o zabránění a trestání zločinu genocidia OSN
Čl. II.:
V této Úmluvě se genocidou rozumí kterýkoli z níže uvedených činů, spáchaných v úmyslu zničit úplně nebo částečně některou národní, etnickou, rasovou nebo náboženskou skupinu jako takovou:
a) usmrcení příslušníků takové skupiny;
b) způsobení těžkých tělesných ublížení nebo duševních poruch členům takové skupiny;
c) úmyslné uvedení kterékoli skupiny do takových životních podmínek, které mají přivodit její úplné nebo částečné fyzické zničení;
d) opatření směřující k tomu, aby se v takové skupině bránilo rození dětí;
e) násilné převádění dětí z jedné skupiny do jiné.

### Překážky právní odpovědnosti
Právníci a historici v minulosti kritizovali neschopnost mezinárodního společenství účinně zasahovat do probíhajících genocid. Od svého založení a ratifikace Úmluvy o genocidě Mezinárodní soudní dvůr nikdy neshledal stát odpovědný za genocidu. Právní definice genocidy byla záměrně zúžena, aby se Spojenci za druhé světové války mohli vyhnout klasifikaci zvěrstev, která spáchali, jako genocidy. Genocidní záměr byl identifikován jako zvláště vysoký standard, který musí státy splnit pro definici genocidy, a stal se překážkou odpovědnosti v případech genocid v Bosně, v Chorvatsku a Srbsku a v Dárfúru.

### České právo
Trestní zákoník č. 40/2009 Sb. zahrnuje trestný čin genocidia a trestný čin popírání či schvalování genocidia.

## Genocidy

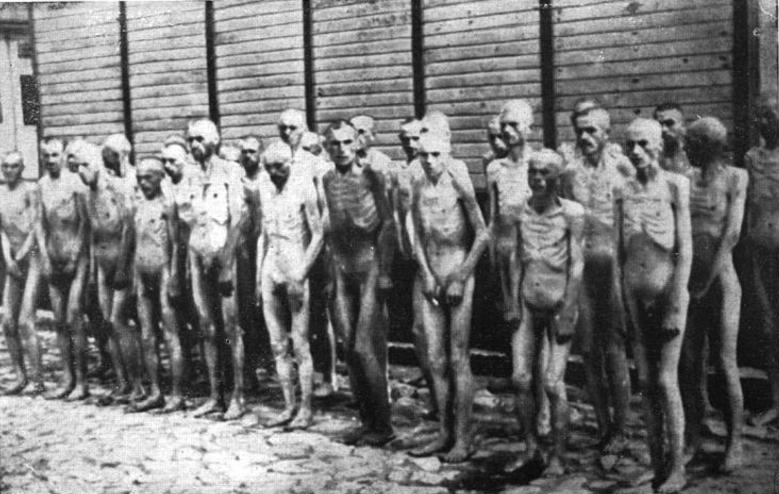
Nacistický tábor Mauthausen, likvidace 3 milionů sovětských válečných zajatců v letech 1941–42 byla součástí cíleného zahubení části obyvatel SSSR a Polska tzv. Generalplan Ost.

Masové zabíjení poražených nepřátel, vypalování a ničení celých měst ve spojení se zabíjením tamních obyvatel se datuje již do starověku. Asyřané prosluli ničením dobytých měst, jejichž obyvatelé bývali pro výstrahu umučeni nebo deportováni. Například král Sinacherib roku 689 př. n. l. takto naložil s Babylónem. Podobně krutý byl i král Aššurnasirpal II. nebo babylonský vládce Nabukadnesar II., strůjce babylonského zajetí Izraelitů. Podobná krutost nebyla v této době nijak výjimečná, podobně se chovali na dobytých územích i Chetité, Mittannci nebo Izraelité, jak o tom svědčí i Starý zákon. Kniha Jozue popisuje nelítostné vyvražďování dobytých měst nepřátelských kmenů. Později král Saul s požehnáním proroka Samuela vyhubil kmen loupeživých nájezdníků Amalekitů. Také Římané vyhlazovali nepřátelská města a někdy i celé kmeny. Příkladem mohou být zničení Kartága a Korintu, masakry keltských kmenů během Caesarova tažení do Galie nebo masové pronásledování Židů Římany po porážce bar Kochbova povstání roku 135.
Ve středověké Evropě měl charakter genocidy postup katolické církve proti albigenským v jižní Francii v letech 1209 až 1244, provázený nemilosrdnými masakry. Vojska mongolského dobyvatele Čingischána i jeho islamizovaného pokračovatele Tamerlána se dopustila mnoha genocidních masakrů. Tamerlán vyvraždil téměř všechny křesťany z Asyrské církve Východu a z velké části zlikvidoval starobylé křesťanské komunity v Mezopotámii, ale bez milosti zabíjel i všechny šíitské muslimy, židy a pohany. V literatuře se v souvislosti s dobýváním Ameriky někdy hovoří o genocidě amerických indiánů, ve skutečnosti ale nelze říci, že by celé období kolonizace Ameriky měla charakter genocidy. Hlavní příčinou vysoké úmrtnosti indiánů byly nemoci jako neštovice, s nimiž si jejich imunitní systém neuměl poradit. Během kolonizace ale docházelo k sérii dílčích genocidních aktů, jako bylo vyhubení Tainů a dalších původních obyvatel Karibské oblasti v letech 1462–1550, Cesta slz Čerokíjů z let 1838–39, Dlouhý pochod Navahů roku 1864, vybíjení Mapučů a Tehuelčéů Argentinci v letech 1870–1884, vyhubení kmene Selknam (Ona) z Ohňové země v letech 1890.1920, Aféra Putumayo z let 1892–1909 a další případy.
Z období raného novověku lze připomenout genocidu Džungarů Číňany z let 1755–1758. Brutální represe ze strany francouzských republikánů vůči katolicky smýšlejícímu venkovskému obyvatelstvu během povstání ve Vendée někteří historici považují za první genocidu moderních dějin. Charakter genocidy měl i postup Britů proti původním obyvatelům Tasmánie v letech 1824–1838, barbarské metody belgické koloniální správy ve Svobodném státu Kongo v letech 1885–1904 a postup německých kolonizátorů proti kmenům Namaqua a Herero v dnešní Namibii v letech 1904–1907. Genocidního vraždění se nedopouštěli jen Evropané. Jedním z příkladů může být vyhubení původních obyvatel Chathamských ostrovů novozélandskými Maory na počátku 19. století.
Mezi případy genocidy moderní doby patří genocida Arménů Turky (1915–1917). Jakýmsi vzorem moderní genocidy se stal nacistický holokaust, tedy hromadné vyvražďování Židů, genocida Romů, vraždění sovětských válečných zajatců, vraždění Poláků a další masakry páchané nacistickým Německem během druhé světové války v okupovaných (zejména slovanských) zemích. Za genocidu je považováno vraždění Srbů v Nezávislém státě Chorvatsko. Za genocidu mohou být považované i události v Sovětském svazu za dob vlády Stalina, včetně ukrajinského hladomoru, deportace Čečenců a Ingušů, Tatarů a pronásledování Kalmyků. Z nejmodernějších dějin jsou počtem obětí i brutalitou zvlášť neblaze proslulé kambodžská genocida za vlády Rudých Khmérů, rwandská genocida nebo „etnické čistky“ v bývalé Jugoslávii mezi Srby, Bosňáky a Chorvaty.
OSN vyhodnotila útoky Islámského státu v Iráku a Sýrii na náboženskou menšinu jezídů jako pokus o genocidu. V srpnu 2014 v severoiráckého Sindžáru zahynulo až 5000 jezídů a tisíce jezídských žen a dívek byly znásilněny a odvlečeny do otroctví.
Podle zprávy vyšetřovatele OSN z roku 2018 došlo v Myanmaru ke genocidě menšinových Rohingů.
V roce 2021 byla Čína obviněna nezávislou britskou komisí právníků, akademiků a podnikatelů z genocidy etnických Ujgurů v severozápadní provincii Sin-ťiang.
V květnu 2022 Senát Parlamentu České republiky přijal rezoluci, ve které „odsuzuje etnicky motivované zločiny proti lidskosti, jichž se Rusko dopouští systematicky a ve velkém, jako projev genocidy proti ukrajinskému lidu” v souvislosti s invazí Ruska na Ukrajinu. Podobnou rezoluci přijaly taktéž představitelé Estonska, Litvy, Lotyška, Kanady, Irska a Polska.
Od konce roku 2023 je z provádění genocidy Palestinců v Pásmu Gazy viněn Izrael vládami některých států, agenturami OSN a nevládními organizacemi (včetně Amnesty International, Human Rights Watch nebo Lékařů bez hranic) během invaze a bombardování Pásma Gazy v souvislosti s válkou v Pásmu Gazy. Jihoafrické republika zažalovala Izrael z provádění genocidy u Mezinárodního soudního dvora. Izraelské útoky od 7. října 2023 do půlky června 2025 zabily nejméně 55 tisíc Palestinců.
V lednu 2025 Spojené státy označily zabíjení Masalitů Jednotkami rychlé podpory v Západním Dárfúru během Súdánské války za genocidu. V březnu 2025 zažaloval Súdán u Mezinárodního soudního dvora Spojené arabské emiráty ze spoluviny na genocidě Masalitů z důvodu vojenské, ekonomické a politické podpory Jednotek rychlé podpory. Od roku 2023 do začátku roku 2024 bylo těmito jednotkami podle OSN zabito nejméně 10-15 tisíc Masalitů.

### Přehled genocid
| Název                                            | Období     | Místo                      | Pachatel                      | Oběť               | Počet obětí |
| ------------------------------------------------ | ---------- | -------------------------- | ----------------------------- | ------------------ | ----------- |
| Genocida v Namibii                               | 1904–1908  | Německá jihozápadní Afrika | Německé císařství             | Hererové a Namaové | 75 000      |
| Asyrská genocida                                 | 1914–1920  | Osmanská říše              | Turci                         | Asyřané            | 275 000     |
| Řecká genocida                                   | 1914–1922  | Osmanská říše              | Turci                         | Řekové             | 350 000     |
| Arménská genocida                                | 1915–1917  | Osmanská říše              | Turci                         | Arméni             | 600 000     |
| Kazašský hladomor                                | 1930–1933  | Kazašská ASSR              | Sovětský svaz                 | Kazaši             | 1 500 000   |
| Hladomor na Ukrajině                             | 1932–1933  | Ukrajinská SSR             | Sovětský svaz                 | Ukrajinci          | 4 000 000   |
| Petrželový masakr                                | 1937       | Dominikánská republika     | Dominikánská republika        | Haiťané            | 14 000      |
| Porajmos                                         | 1939–1945  | Evropa                     | Nacistické Německo            | Romové             | 250 000     |
| Holocaust                                        | 1941–1945  | Evropa                     | Nacistické Německo            | Židé               | 6 000 000   |
| Volyňský masakr                                  | 1943–1945  | Polsko                     | Ukrajinská povstalecká armáda | Poláci             | 60 000      |
| Guatemalská občanská válka, guatemalská genocida | 1960–1996  | Guatemala                  | Guatemala                     | Mayové             | 200 000     |
| Masakr Arabů                                     | 1964       | Zanzibar                   | Afričané                      | Arabové            | 13 000      |
| Kambodžská genocida                              | 1975–1979  | Demokratická Kampučia      | Rudí Khmerové                 | Kambodžané         | 1 200 000   |
| Genocida Srbů                                    | 1941–1945  | Nezávislý stát Chorvatsko  | Nezávislý stát Chorvatsko     | Srbové             | 217 000     |
| Masakr v Sabře a Šatíle                          | 1982       | Libanon                    | Libanon, Izrael               | Palestinci         | 1 300       |
| Operace al-Anfal                                 | 1988       | Irák                       | Irák                          | Kurdové            | 50 000      |
| Rwandská genocida                                | 1994       | Rwanda                     | Hutuové                       | Tutsiové           | 500 000     |
| Srebrenický masakr                               | 1995       | Bosna a Hercegovina        | Vojska Republiky srbské       | Bosňáci            | 8 373       |
| Konflikt v Dárfúru                               | 2003–2020  | Sudán                      | Sudán                         | Darfůřané          | 300 000     |
| Genocida Jezídů                                  | 2014–2017  | Sýrie                      | Islámský stát                 | Jezídové           | 5 000       |
| Genocida iráckých Turkmenů                       | 2014–2017  | Irák                       | Islámský stát                 | Iráčtí Turkemni    | 3 500       |
| Genocida Ujgurů                                  | 2014–dosud | Čína                       | Čína                          | Ujgurové           |             |
| Genocida Rohingů                                 | 2016–dosud | Myanmar                    | Myanmar                       | Rohingové          | 25 000      |
| Genocida Masalitů                                | 2023-dosud | Sudán                      | Jednotky rychlé podpory       | Masalité           | 15 000      |
| Genocida v Pásmu Gazy                            | 2023–dosud | Palestina                  | Izrael                        | Palestinci         | 55 000      |